# LSM1
LSM1‏ (LSM1 homolog, mRNA degradation associated) هوَ بروتين يُشَفر بواسطة جين LSM1 في الإنسان.